# Liste der Wasserfälle in Polen
Die Liste der Wasserfälle in Polen umfasst Wasserfälle in den folgenden Gebirgsregionen:
- Isergebirge (Góry Izerskie)
- Riesengebirge (Karkonosze)
- Heuscheuergebirge (Góry Stołowe)
- Glatzer Schneegebirge (Masyw Śnieżnika)
- Beskiden (Beskidy)
- Tatra (Tatry)

## Liste der Wasserfälle
| Wasserfall                                                               | Gewässer                               | Ort                                                           | Höhe in m | Region / Lage                                | Bild  |
| ------------------------------------------------------------------------ | -------------------------------------- | ------------------------------------------------------------- | --------- | -------------------------------------------- | ----- |
| Tränkefall (Wodospad Poidło)                                             | Tränkefloss (590 m) (Wodopój)          | Bad Flinsberg (Świeradów-Zdrój)                               |           | Isergebirge (Lage)                           |       |
| Queis-Wasserfall (Teufelswehr) (Wodospad na Kwisie)                      | Queis (Kwisa)                          | Wehrau (Osiecznica)                                           | 4         | Isergebirgsvorland (Lage)                    |       |
| Zackelfall (Wodospad Kamieńczyka)                                        | Zackerle (846 m) (Kamieńczyk)          | Oberschreiberhau (Szklarska Poręba)                           | 27        | Riesengebirge (Lage)                         |       |
| Kochelfall (Wodospad Szklarki)                                           | Kochel (520 m) (Szklarka)              | Petersdorf (Piechowice)                                       | 13        | Riesengebirge (Lage)                         |       |
| Turmwasserfall (Wodospad Wrzosówki)                                      | Turmwasser (655 m) (Wrzosówka)         | Agnetendorf (Jagniątków)                                      |           | Riesengebirge (Lage)                         |       |
| Hainfall (Wodospad Podgórnej)                                            | Hain- oder Mittelwasser (Podgórna)     | Hain (Przesieka)                                              | 10        | Riesengebirge (Lage)                         |       |
| Seifenfall (Kaskada Myi)                                                 | Seifen (547 m) (Myja)                  | Hain (Przesieka)                                              | 5         | Riesengebirge (Lage)                         |       |
| Obere Seifenfälle am Tumpsahütten-Felsen (Szwedzkie Skały) (Kaskady Myi) | Seifen (880 m) (Myja)                  | Hain (Przesieka)                                              | 12,5      | Riesengebirge (Lage)                         |       |
| Silberfall (Srebrne Kaskady)                                             | Silberbach (910 m) (Srebrny Potok)     | Hain (Przesieka)                                              | 8         | Riesengebirge (Lage)                         |       |
| Tannwasserfall (Wodospad Jodłówki)                                       | Tannwasser (Jodłówka)                  | Baberhäuser (Borowice)                                        |           | Riesengebirge (Lage)                         |       |
| Wilder Wasserfall (Dziki Wodospad)                                       | Gr. Lomnitz (Łomnica)                  | Krummhübel (Karpacz)                                          | 5         | Riesengebirge (Lage)                         |       |
| Lomnitzfall an der Lomnitztalsperre (Wodospad na Łomnicy)                | Gr. Lomnitz (Łomnica)                  | Krummhübel (Karpacz)                                          |           | Riesengebirge (Lage)                         |       |
| Lomnitzfall im Melzergrund (Wodospad na Łomniczky)                       | Kl. Lomnitz im Melzergrund (Łomniczka) | Krummhübel (Karpacz)                                          | 10        | Riesengebirge (Lage)                         |       |
| Plagnitzfall (Wodospad na Płomnicy)                                      | Plagnitz (Eulengrund) (Płomnica)       | Krummhübel (Karpacz)                                          |           | Riesengebirge (Lage)                         |       |
| Wodospad Piszczaka                                                       | Jockelwasser (Piszczak)                | Schmiedeberg (Kowary)                                         | 3         | Riesengebirge (Lage)                         |       |
| Gründelfälle                                                             | Gründelwasser                          | Schmiedeberg (Kowary)                                         |           | Riesengebirge (Lage)                         | siehe |
| Wasserfall im Japanischen Garten                                         | künstlich angelegt                     | Breslau (Wrocław)                                             |           | Niederschlesien (Lage)                       |       |
| Posna-Wasserfälle an der Heuscheuer (Wodospady Pośny)                    | Posna (550 m) (Pośna)                  | Wünschelburg – Große Heuscheuer (Radków – Szczeliniec Wielki) |           | Heuscheuergebirge (Lage)                     |       |
| Wölfelsfall (Wodospad Wilczki)                                           | Wölfel (Wilczka)                       | Wölfelsgrund (Międzygórze)                                    | 27        | Glatzer Schneegebirge (Lage)                 |       |
| Wodospad Jaworze                                                         | Potok Szeroki                          | Ernsdorf bei Bielitz (Jaworze bei Bielsko-Biała)              |           | Schlesische Beskiden (Beskid Śląski) (Lage)  | siehe |
| Wodospad na stoku Skrzycznego                                            | Żylica                                 | Schirk (Szczyrk)                                              |           | Schlesische Beskiden                         | siehe |
| Kaskada na potoku Jaszowiec                                              | Jaschiowetz (Jaszowiec)                | Ustron (Ustroń)                                               |           | Schlesische Beskiden                         | siehe |
| Kaskady Rodła na Białej Wisełce                                          | Weiße Weichsel (Biała Wisełka)         | Weichsel (Stadt) (Wisła–Malinka)                              |           | Schlesische Beskiden (Lage)                  |       |
| Wodospad Wisła–Nowa Osada                                                | Weichsel (Wisła)                       | Weichsel (Stadt) (Wisła–Nowa Osada)                           |           | Schlesische Beskiden                         | siehe |
| Wodospad Wiśla–Czarne                                                    | Weichsel (Wisła)                       | Weichsel (Stadt) (Wiśla–Czarne)                               |           | Schlesische Beskiden                         | siehe |
| Wodospad Wisła–Głębce                                                    | Weichsel (Wisła)                       | Weichsel–Glembce (Wisła–Głębce)                               |           | Schlesische Beskiden                         | siehe |
| Wodospad Dolina Dziechciński                                             | Dziechcińka                            | Weichsel (Stadt) (Wisła–Dziechcinka)                          |           | Schlesische Beskiden                         | siehe |
| Wodospad Dolina Łabajówki                                                | Łabajówka                              | Weichsel (Stadt) (Wisła–Łabajów)                              |           | Schlesische Beskiden                         | siehe |
| Wodospad w Sopotni Wielkiej                                              | Sopotnia                               | Sopotnia Wielka bei Saybusch (Sopotnia Wielka bei Żywiec)     | 12        | Saybuscher Beskiden (Beskid Żywiecki) (Lage) |       |
| Wodospad na potoku Nickulina                                             | Nickulina                              | Rajcza bei Saybusch (Rajcza bei Żywiec)                       |           | Saybuscher Beskiden (Lage)                   | siehe |
| Wodospad na Mosornym Potoku                                              | Mosorny Potok                          | Zawoja                                                        | 8         | Saybuscher Beskiden (Lage)                   |       |
| Wodospad Spad                                                            | Kamienica                              | Szczawa bei Limanowa                                          | 2,2       | Sandezer Beskiden (Beskid Sądecki) (Lage)    |       |
| Wodospad Głębieniec                                                      | Głębieniec potok                       | Szczawa bei Limanowa                                          |           | Sandezer Beskiden (Lage)                     |       |
| Wodospad Wielki Obidzki                                                  | Majdański Potok                        | Obidza bei Neu Sandez (Nowy Sącz)                             | 5         | Sandezer Beskiden (Lage)                     |       |
| Wodospad Zaskalnik                                                       | Sopotnicki Potok                       | Szczawnica                                                    | 5         | Sandezer Beskiden (Lage)                     |       |
| Wodospad Magurski                                                        | Potok Kłopotnica                       | Folusz bei Jassel (Jasło)                                     | 7         | Niedere Beskiden (Beskid Niski) (Lage)       |       |
| Wodospad Trzy Wody                                                       | Trzy Wody                              | Kothkenhau bei Krossen/Wislok (Korczyna bei Krosno)           | 5         | Niedere Beskiden (Lage)                      |       |
| Wodospad Sikawka                                                         | Dolina Kościeliska                     | Zakopane                                                      |           | Westtatra (Tatry Zachodnie) (Lage)           |       |
| Wodospad Siklawica                                                       | Dolina Strążyska                       | Zakopane                                                      |           | West-Tatra (Lage)                            |       |
| Wodospad Buczynowa Siklawa                                               | Dolina Roztoki                         | Zakopane                                                      |           | Hohe Tatra (Tatry Wysokie) (Lage)            |       |
| Wodospad Czarnostawiańska Siklawa                                        | Fischseetal (Dolina Rybiego Potoku)    | Zakopane                                                      |           | Hohe Tatra (Lage)                            |       |
| Wodospad Dwoista Siklawa                                                 | Meerauge (Morskie Oko)                 | Zakopane                                                      |           | Hohe Tatra (Lage)                            |       |
| Siklawafall (Wodospad Siklawa)                                           | Große Siklawa (Wielka Siklawa)         | Zakopane                                                      | 64-70     | Hohe Tatra (Lage)                            |       |
| Mickiewiczfälle (Wodogrzmoty Mickiewicza)                                | Dolina Roztoki                         | Zakopane                                                      | 3-10      | Hohe Tatra (Lage)                            |       |